# Iglesia de Santa María (Ottery St Mary)
La Iglesia de Santa María es una iglesia parroquial de grado I en la Iglesia de Inglaterra en Ottery St Mary, Devon . 
La iglesia es parte de "Iglesias juntas en Ottery St Mary", que incluye las iglesias de otras cuatro demonizaciones en la ciudad.

## Historia
La iglesia parroquial de Santa María ha sido llamada como "una catedral de Exeter en miniatura". Al igual que la catedral es de planta cruciforme, con transeptos formados por torres.
Nikolaus Pevsner  describe el edificio como "tumbado a lo grande y bajo como una bestia cansada". Tiene 50 m de largo y las torres tienen 22 m de altura. Fue consagrado en 1260, momento en el que el señorío y el patronato de la iglesia pertenecían a la catedral de Ruan,como lo había hecho desde antes de la invasión normanda. Pevsner supone que los transeptos de las torres y los muros exteriores del coro datan de 1260, y que las torres fueron construidas en imitación de las de Exeter.

### Colegio de Santa María
En 1335 John Grandisson, obispo de Exeter, compró la casa solariega y el consejo de Rouen y el 22 de enero de 1338 estableció una  fundación colegiada con cuarenta miembros. Reconstruyó gran parte de la iglesia, y la actual nave, el coro, las naves laterales y la capilla de la Señora datan de esta época. La nave es de cinco tramos, y el coro, inusualmente largo en proporción, es de seis, con capillas de sacristía al norte y al sur.

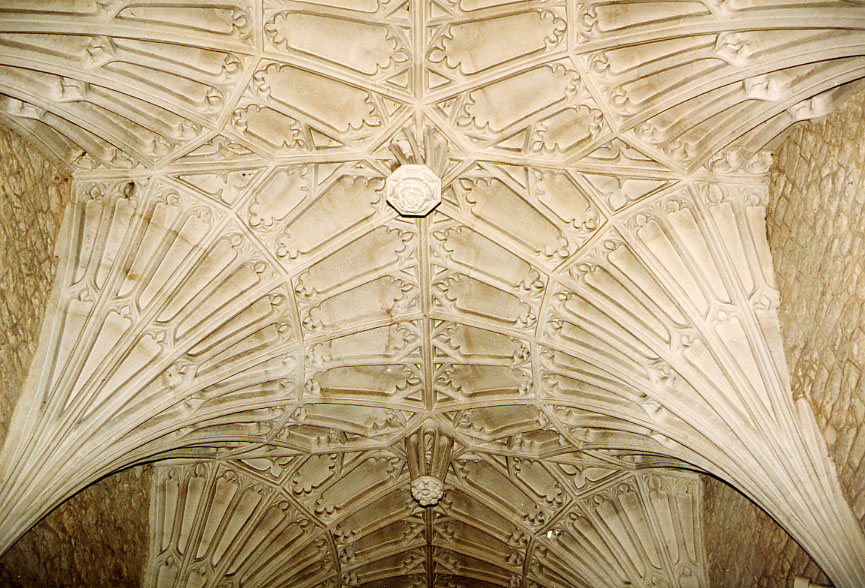
El techo

La iglesia se destaca por su techo pintado y su pasillo abovedado de principios del siglo XVI,  el pasillo de Dorset, diseñado y encargado por Cecily Bonville, 7.ª Baronesa Harington, cuyo primer marido fue Thomas Grey, 1.er marqués de Dorset. La iglesia tiene diez misericordias que datan de la construcción de la iglesia en 1350, cinco mostrando los brazos del obispo John de Grandisson. El interior de la iglesia también tiene dos hombres verdes medievales tallados en piedra. Otras características interesantes incluyen las tumbas de Otho de Grandisson y su esposa, el Dosel del altar, la sedilia y un águila de madera dada por el obispo Grandisson.
La universidad se disolvió el 24 de diciembre de 1545.

### Parroquia
El edificio se cerró el 21 de mayo de 1849 para una completa restauración por el arquitecto William Butterfield. Sus alteraciones incluyeron bajar el nivel del piso de los transeptos, el crucero y la parte occidental del coro al de la nave, haciendo el extremo este, diseñado para las necesidades de la fundación del colegio, más adecuado para el uso parroquial. Todas las galerías fueron eliminadas, excepto la del transepto sur que se conservó para el órgano. Los bancos fueron retirados y sustituidos por asientos abiertos. El área del altar fue pavimentada con azulejos encáusticos. Las paredes fueron raspadas de yeso y limpiadas. La iglesia reabrió el 22 de mayo de 1850. La restauración se logró gracias a una donación voluntaria, incluyendo una de 1.200 libras del Sr. Juez Coleridge. 
Se dedicaron nuevos puestos de coro en 1908. Fueron diseñados por John Duke Coleridge y pagados por la Srta. Mary Dickinson en memoria de su padre, el difunto Reverendo Frederick Binley Dickinson. 
La antigua pantalla del altar tenía tres nichos vacíos llenos de escenas esculpidas en 1934. El trabajo escultórico fue realizado en piedra de cerveza, por Herbert Read, escultor de Exeter, financiado por la Sra. Winstanley en memoria de su esposo, Harold WInstanley. 
Hay una pequeña placa de piedra que conmemora al poeta Samuel Taylor Coleridge en la pared sur del cementerio. Los registros parroquiales de Ottery St Mary se llevan a cabo en la Oficina de Registro de Devon y comienzan en 1601. 
Sir Ernest Mason Satow, erudito, diplomático y japonólogo, está enterrado en el cementerio, y una placa dentro de la iglesia, originalmente en la capilla de la Legación Británica en Pekín, conmemora su vida.
El 26 de septiembre de 2015, St Mary's fue el lugar del primer servicio de ordenación en la Iglesia de Inglaterra dirigido por una mujer: Sarah Mullally, obispo de Crediton, ordenó a dos diáconos como sacerdotes.

## Lista de vicarios
- 1154 William
- 1191 Peter the Clerk (renunció)
- 1191 Rogerel Capellán
- 1283 John de Wolfrington
- 1297 John de Middleton
- 1310 Gulfridus
- 1310 John de Thormerton
- 1335 Oliver de Fayrsy

### El colegio de los guardianes de Santa María
- 1338 Richard de Gonisale
- 1349 Henry Bonet
- 1350 Andrew Attemore
- 1379 John Coterell
- 1397 William Slade
- 1399 John Bokeland
- 1412 John Tyrel
- 1415 John Sarger
- 1446 John Hancock
- 1490 Thomas Cornyssh
- 1511 Thomas Mitchell
- 1513 Thomas Chard
- 1518 Walter Dudman
- 1525 Oliver Smythe
- 1544 John Fyssher

### Vicarios de la parroquia
- 1550 John Bagster
- 1580 Ralph Manwayringe
- 1590 Nicholas Forward
- 1626 John Forward
- 1661 Melchisedeck Alford
- 1696 Thomas Gatchell
- 1713 Hugh Lewes
- ???? Richard Jenkinson
- 1722 Ralph Farthing
- 1744 Richard Holme
- 1760 John Coleridge
- 1781 Fulwood Smerdon
- 1794 George Smith
- 1841 Sidney William Cornish
- 1874 William Henry Metcalfe
- 1890 Maitland Kelly
- 1900 William Emmanuel Pryke
- 1908 John William Metcalfe
- 1920 Leonard Bristow Stallard
- 1938 Bernard Cecil Jackson
- 1950 David Rufus Price
- 1978 Peter John McGee
- 1996 Simon George Franklin

## Reloj astronómico

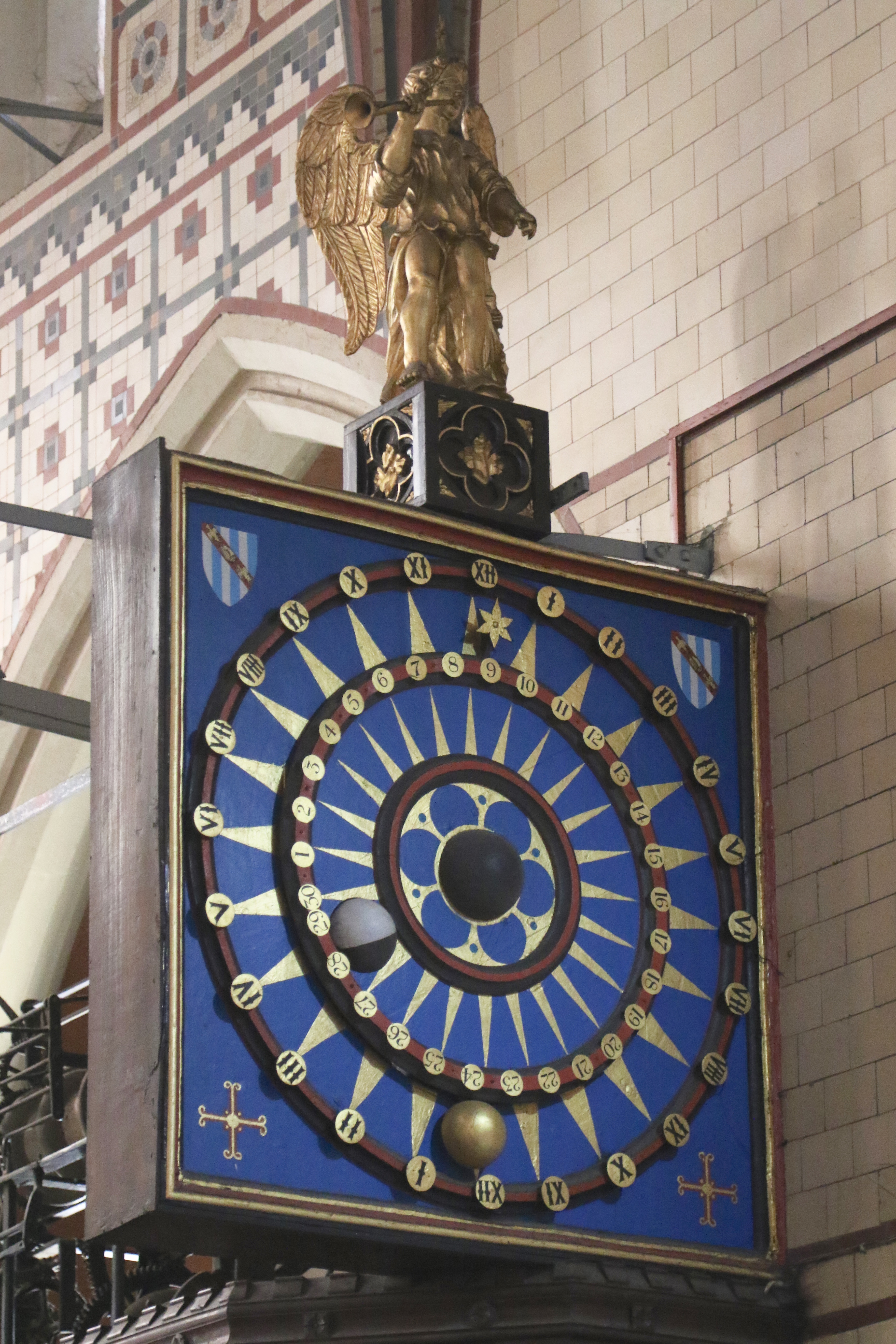
El reloj astronómico

El transepto sur (campanario) alberga el reloj astronómico Ottery St Mary, uno de los relojes mecánicos más antiguos que sobreviven en el país. Se atribuye comúnmente al obispo John de Grandisson, que fue obispo de Exeter (1327-69) y se adhiere a la cosmología ptolemaica con la Tierra en el centro del sistema solar.
El reloj fue restaurado a condiciones de trabajo en 1907.

## Órgano
La iglesia ha tenido órganos desde al menos el siglo XIV, como se menciona en las estatuas del obispo Grandisson para la fundación de la colegiata. Cuando el colegio se disolvió en 1545, había tres órganos, pero los que sobrevivieron hasta el siglo XVII fueron destruidos en 1645 durante la Guerra Civil inglesa . 
Alrededor de 1828, Flight y Robson proporcionaron un nuevo órgano en la galería oeste. Este fue trasladado a la torre sur en 1849. Hele & Co realizó trabajos en 1878 y de nuevo en 1901. Después de otros trabajos en 1934, Eustace y Alldridge de Exeter ampliaron el órgano incorporando tuberías de Willis y William Hill, y el órgano fue reconstruido de nuevo en 1990 por Michael Farley. Una especificación del órgano puede encontrarse en el Registro Nacional de Órganos de Tubería. 

## Estado de la parroquia
La iglesia está en una parroquia conjunta con: 
- Iglesia de San Juan Bautista, Colaton Raleigh
- Iglesia de San Jaime y Santa Ana, Alfington
- Iglesia de San Gregorio Magno, Harpford
- Iglesia de San Lucas, Newton Poppleford
- Iglesia de San Eduardo el Confesor, Wiggaton
- Iglesia de San Gregorio, Venn Ottery
- Iglesia de San Miguel Arcángel, West Hill